# Pete Yorn
Peter Joseph Yorn, nascido em New Jersey, 27 de julho de 1974, é um cantor estadunidense. 

## Biografia
Seu pai era dentista e sua mãe professora de piano. Aos nove anos começou a tocar tambores e bateria, mas logo deixou de lado para se dedicar à guitarra. Começou sua carreira musical tocando em shows de talento na escola. Porém foi na universidade que Pete foi encorajado a trabalhar com a música. Após se formar, mudou-se para Los Angeles, onde começou a tocar em cafés. O produtor de cinema Bradley Thomas gostou tanto de Yorn que o convidou para compor algumas canções para o filme Eu, Eu Mesmo e Irene. Foi aí que ganhou reconhecimento internacional, abrindo caminho para a gravação de seus discos. Em 2009, gravou o álbum Break Up, em parceria com a atriz e cantora Scarlett Johansson.

## Discografia

### Álbuns de Estúdio
- Musicforthemorningafter (2001)
- Day I Forgot (2003)
- Nightcrawler (2006)
- Back and Fourth (2009)
- Break Up (com Scarlett Johansson) (2009)
- PY (2010)
- Arranging Time (2016)
- Caretakers (2019)

### Álbuns ao vivo
- Live at the Roxy (2001)
- Live from New Jersey (2004)

### Singles
- Life on a Chain (2001)
- For Nancy ('Cos It Already Is) (2001)
- Strange Condition (2002)
- Come Back Home (2003)
- Crystal Village (2003)
- For Us (2006)
- Alive (2007)
- Don't Wanna Cry (2009)
- Relator (2009)
- Precious Stone (2010)
- Summer Was a Day (2015)
- Lost Weekend (2016)